# Saunders Mac Lane
Saunders Mac Lane (Taftville, Connecticut, 4 de agosto de 1909 - San Francisco, 14 de abril de 2005) fue un matemático estadounidense cofundador de la teoría de categorías con Samuel Eilenberg.

## Carrera
Mac Lane fue bautizado como "Leslie Saunders MacLane", pero "Leslie" cayó en desuso porque a sus padres, Donald MacLane y Winifred Saunders llegó a disgustarles. Mac Lane comenzó la inserción de un espacio en su apellido porque a su primera esposa le era difícil escribir su nombre sin un espacio.
Obtuvo un BA de Yale University en 1930 y un MA de la University of Chicago en 1931. Durante este periodo publicó su primer documento científico, en física en coautoría con Irving Langmuir. De 1931 a 1933 asistió a University of Göttingen donde estudió lógica y matemáticas bajo la supervisión de Paul Bernays, Emmy Noether y Hermann Weyl. El instituto Göttingen's Mathematisches le otorgó el doctorado en el año 1934.
De 1934 hasta 1938 Mac Lane tuvo contratos a corto plazo en Harvard University, Cornell University y University of Chicago. Posteriormente tuvo un puesto definitivo en Harvard de 1938 a 1947, antes de pasar el resto de su carrera en University of Chicago. En 1944 y 1945 también dirigió el Columbia University's Applied Mathematics Group, que participó en la guerra como contratista para el Applied Mathematics Panel.
Mac Lane se desempeñó como vicepresidente de la National Academy of Sciences y de la American Philosophical Society y como presidente de la American Mathematical Society. Mientras presidía la Mathematical Association of America en la década de los cincuenta, inició sus actividades destinadas a mejorar la enseñanza de la matemática moderna. Fue miembro de la National Science Board, de 1974 a 1980 asesorando al gobierno de Estados Unidos. En 1976 estuvo a cargo de un grupo de matemáticos que fue a China para estudiar las condiciones que afectaban el desarrollo de las matemáticas. Mac Lane fue elegido miembro de la National Academy of Sciences en 1949 y recibió la National Medal of Science en 1989.

## Contribuciones
Después de una tesis en lógica matemática sus primeros trabajos fueron en teoría de campos anillos de evaluación, vectores de Witt y separabilidad en extensiones de campos infinitas. Él empezó a escribir acerca de extensiones de grupos en 1942 y comenzó su época de colaboración con Samuel Eilenberg en 1943 resultando en los ahora llamados espacios de Eilemberg-Mac Lane K(G,n) que tienen un solo grupo de homotopía no trivial G en dimensión n. Este trabajo abrió el camino a la cohomología de grupos en general.
Después de introducir a través de los axiomas de Eilenberg–Steenrod el enfoque abstracto de la teoría de homología él y Eilenberg dieron origen a la teoría de categorías en 1945. Mac Lane es especialmente conocido por su trabajo en teoremas de coherencia. Una característica recurrente en la teoría de categorías, álgebra abstracta y en algunas otras ramas de las matemáticas, es el uso de diagramas formados por flechas (morfismos) conectando objetos, así como productos y coproductos. De acuerdo con Mclarty (2005) este enfoque de uso de diagramas en las matemáticas contemporáneas en gran medida se debe a Mac Lane (1948).
Mac Lane tenía una devoción ejemplar para escribir textos accesibles, empezando con su muy influyente A Survey of Modern Algebra, que escribió en 1941 con Garrett Birkhoff. Su Categories for the Working Mathematician sigue siendo la introducción definitiva a teoría de categorías.
Mac Lane supervisó el doctorado de, entre muchos otros, David Eisenbud, William Howard, Irving Kaplansky, Michael Morley, Anil Nerode, Robert Solovay, y John G. Thompson.

## Biografía
- McLarty, Colin, 2005, "Saunders Mac Lane (1909–2005): His Mathematical Life and Philosophical Works," Philosophia Mathematica 13: 237–51. With selected bibliography emphasizing Mac Lane's philosophical writings.

- --------, 2007, "The Last Mathematician from Hilbert's Göttingen: Saunders Mac Lane as Philosopher of Mathematics,", British Journal for the Philosophy of Science 58(1): 77–112.

- Lawvere, William, 2007, article "Saunders Mac Lane," New Dictionary of Scientific Biography: 237–51. Charles Scribners & Sons.